# Chondrilla (Asteraceae)
Chondrilla là một chi thực vật có hoa trong họ Cúc (Asteraceae).

## Loài
Chi Chondrilla gồm các loài:
- Chondrilla acantholepis
- Chondrilla ambigua
- Chondrilla aspera
- Chondrilla bosseana
- Chondrilla brevirostris
- Chondrilla canescens
- Chondrilla chondrilloides
- Chondrilla evae
- Chondrilla gibbirostris
- Chondrilla hispida
- Chondrilla juncea
- Chondrilla kusnezovii
- Chondrilla laticoronata
- Chondrilla lejosperma
- Chondrilla macra
- Chondrilla macrocarpa
- Chondrilla maracandica
- Chondrilla mariae
- Chondrilla mujunkumensis
- Chondrilla ornata
- Chondrilla pauciflora
- Chondrilla phaeocephala
- Chondrilla piptocoma
- Chondrilla ramosissima
- Chondrilla rouillieri
- Chondrilla setulosa
- Chondrilla spinosa
- Chondrilla tenuiramosa
- Chondrilla yossii